# Manfredia lanzai
Manfredia lanzai är en mångfotingart som beskrevs av Manfredi 1948. Manfredia lanzai ingår i släktet Manfredia och familjen knöldubbelfotingar. Inga underarter finns listade i Catalogue of Life.